# ピエトロ・カストルッチ

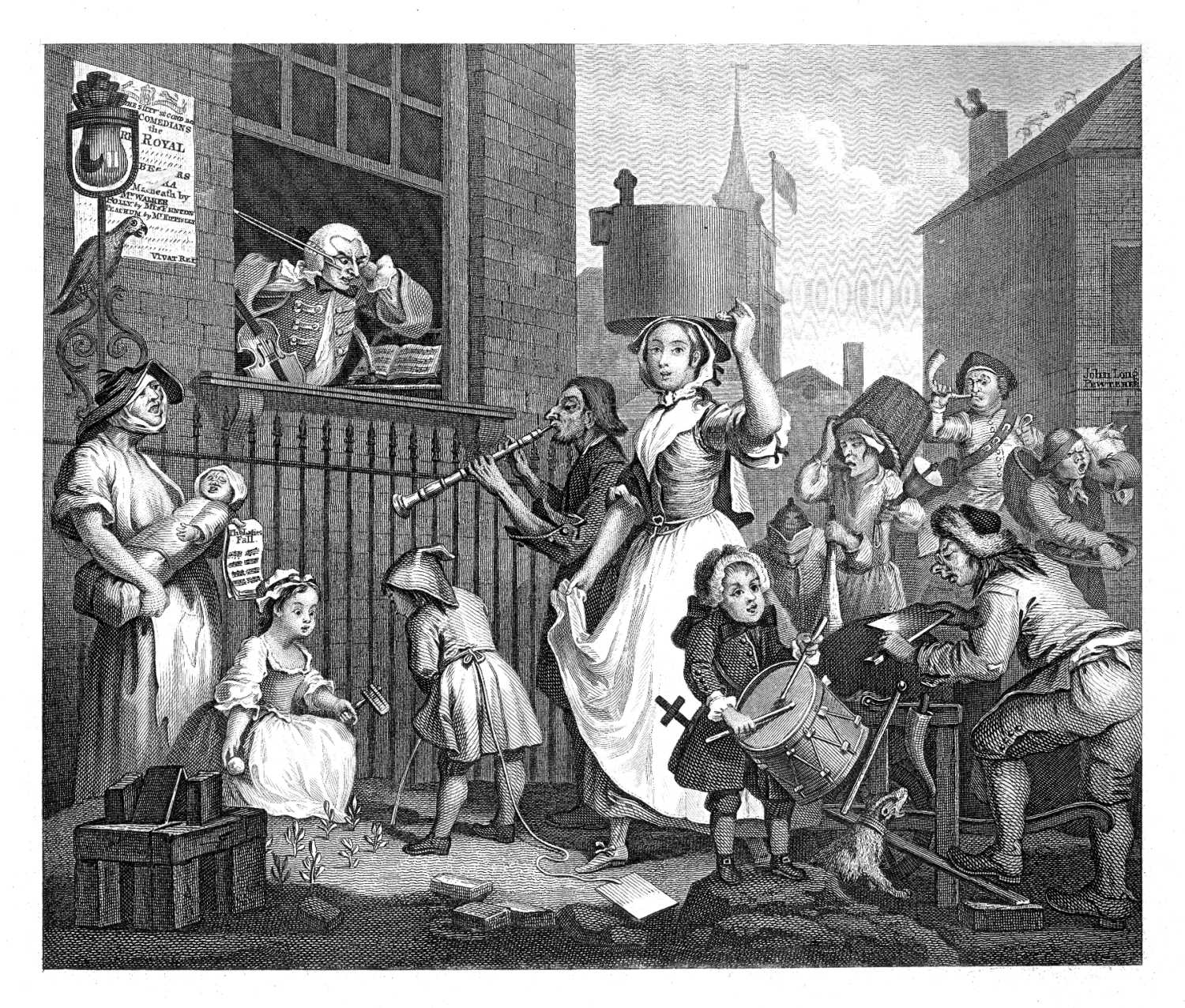
ウィリアム・ホガース『激怒する音楽家』（1741） - ピエトロ・カストルッチのカリカチュアといわれている

ピエトロ・カストルッチ（Pietro Castrucci, 1679年 - 1752年3月7日）は、イタリアの作曲家、ヴァイオリニスト。

## 生涯
ローマ出身。アルカンジェロ・コレッリに師事し、ピエトロ・オットボーニ枢機卿に仕えた。1715年よりロンドンに定住し、第3代バーリントン伯リチャード・ボイルの庇護を受けた。ヴァイオリンの名手として1720年から1742年までゲオルク・フリードリヒ・ヘンデルのオーケストラのコンサートマスターを務めた。ダブリンで死去。
ヴィオラ・ダモーレの一種である「ヴィオレッタ・マリーナ」という楽器の発明者とされ、この楽器はヘンデルの楽曲でも使用されている。

## 作品
- ヴァイオリンと通奏低音のためのソナタ Op.1
- ヴァイオリンと通奏低音のためのソナタ Op.2
- 合奏協奏曲 Op.3